# 11669 Паскальшолль
11669 Паскальшолль (11669 Pascalscholl) — астероїд головного поясу, відкритий 7 грудня 1997 року.
Тіссеранів параметр щодо Юпітера — 3,495.